# 구례 연곡사 현각선사탑비
구례 연곡사 현각선사탑비(求禮 鷰谷寺 玄覺禪師塔碑)는 전라남도 구례군, 연곡사 사찰에 있는 고려시대의 비석이다. 1963년 1월 21일 대한민국의 보물 제152호로 지정되었다.

## 개요
연곡사에 있는 비(碑)로, 고려 전기의 승려 현각선사를 기리기 위해 세운 것이다. 임진왜란 당시 비몸돌이 없어져 현재는 받침돌과 머릿돌만 남아 있다.
비를 받치고 있는 돌거북은 부리부리한 두 눈과 큼직한 입이 웅장하며, 수염을 가진 용머리를 하고 있다. 등 중앙에 마련된 비를 꽂아두는 부분에는 안상(眼象)과 꽃조각이 새겨져 있다. 받침돌 위에 놓여 있는 비의 머릿돌에는 여러 마리의 용이 서로 얽힌 모습이 조각되어 있는데, 긴밀하고 사실성이 두드러진다. 앞면의 가운데에는 탑이름이 새겨져 있어, 현각선사의 탑비임을 알 수 있다.
기록을 통해 알 수 있듯이, 이 비는 고려 경종 4년(979)에 만들어졌다. 

## 같이 보기
- 연곡사

## 참고 자료
- 구례 연곡사 현각선사탑비 - 국가유산청 국가유산포털